# DJ Колетт
DJ Коле́тт (англ. DJ Colette, настоящее имя — Коле́тт Джой Ни́колас, Colette Joy Nicholas, в девичестве — Мари́но, Marino; род. 27 мая 1975, Чикаго, Иллинойс) — американская певица, автор песен и диджей.

## Биография
Колетт Джой Марино родилась 27 мая 1975 года в Чикаго (штат Иллинойс, США).
Колетт начала свою музыкальную карьеру в 1993 году, помогая сформировать группу «SuperJane» с DJ Хизер, DJ Дэйхота и Леди Ди. Под псведонимом DJ Колетт она выпустила 2 музыкальных альбома — «Hypnotized» (2005) и «Push» (2007).
C 3 января 2007 года Колетт замужем за актёром и музыкантом Томасом Иэном Николасом. У супругов есть двое детей — сын Нолан Ривер Николас (род. 20 октября 2011) и дочь Зои Дилан Николс (род. 13 апреля 2016).

## Дискография
- When The Music’s Loud (2013)
- Push (2007)
- Hypnotized (2005)

### Синглы
- Try Her For Love (2000)
- Find Your Love (2000)
- Innocent (2001)
- Sexuality (2002)
- Do You Want Me (2002)
- Keep It Down (2004)
- Our Day/Smile For Me (2004)
- Didn’t Mean To Turn You On (2005)
- What Will She Do For Love (2005)
- Feelin' Hypnotized (2005)
- «About Us» (2007)
- «If» (2007)
- «Stay» (2008)
- «Make Me Feel» (2009)
- «Think You Want It» (2009)
- «UR Everything» (2010)
- «Call On Me» (2010)
- «On A High» (2010)
- «Give Something» (2011)
- «Crush» (2012)